# Fotballklubben Haugesund 2010
Questa voce raccoglie le informazioni riguardanti il Fotballklubben Haugesund nelle competizioni ufficiali della stagione 2010.

## Stagione
Lo Haugesund, neopromosso nella Tippeligaen, raggiunse la salvezza classificandosi al 6º posto finale. L'avventura in Norgesmesterskapet si concluse al quarto turno, per mano dello Strømsgodset.

## Maglie e sponsor
Lo sponsor tecnico fu Umbro. La prima divisa fu completamente bianca, con inserti blu. La divisa da trasferta fu, invece, completamente blu.
| Casa | Trasferta |

## Rosa
| N. |                           | Ruolo | Calciatore             |
| -- | ------------------------- | ----- | ---------------------- |
| 1  | Norvegia (bandiera)       | P     | Per Morten Kristiansen |
| 2  | Norvegia (bandiera)       | D     | Joakim Våge Nilsen     |
| 3  | Slovenia (bandiera)       | D     | Rok Elsner             |
| 4  | Canada (bandiera)         | D     | Chris Poźniak          |
| 5  | Norvegia (bandiera)       | C     | Trygve Nygaard         |
| 6  | Norvegia (bandiera)       | A     | Thomas Sørum           |
| 7  | Danimarca (bandiera)      | C     | Martin Christensen     |
| 8  | Danimarca (bandiera)      | C     | Jacob Sørensen         |
| 9  | Svezia (bandiera)         | A     | John Pelu              |
| 10 | Costa d'Avorio (bandiera) | A     | Victorien Djedje       |
| 11 | Norvegia (bandiera)       | C     | Tor Arne Andreassen    |
| 12 | Norvegia (bandiera)       | P     | Lars Øvernes           |

| N. |                        | Ruolo | Calciatore             |
| -- | ---------------------- | ----- | ---------------------- |
| 13 | Norvegia (bandiera)    | C     | Eirik Mæland           |
| 14 | Norvegia (bandiera)    | C     | Jarle Steinsland       |
| 15 | Danimarca (bandiera)   | C     | Allan Arenfeldt Olesen |
| 16 | Nigeria (bandiera)     | C     | Ugonna Anyora          |
| 17 | Norvegia (bandiera)    | C     | Dag Roar Ørsal         |
| 18 | Norvegia (bandiera)    | D     | Vegard Skjerve         |
| 20 | Finlandia (bandiera)   | C     | Juska Savolainen       |
| 22 | Norvegia (bandiera)    | A     | Sten Ove Eike          |
| 24 | Paesi Bassi (bandiera) | P     | Beau Molenaar          |
| 25 | Norvegia (bandiera)    | D     | Are Tronseth           |
| 44 | Serbia (bandiera)      | A     | Nikola Đurđić          |

## Risultati

### Tippeligaen

#### Girone di andata
| Bergen 13 marzo 2010, ore 17:00 1ª giornata | Brann                | 0 – 0 referto | Haugesund | Brann Stadion (15.005 spett.)\| Arbitro: \| Skjerven (Kaupanger) \| |
| Arbitro:                                    | Skjerven (Kaupanger) |               |           |                                                                     |

| Arbitro: | Hafsås |

|                      |           |                         |
| Sørum 38’ Nilsen 83’ | Marcatori | 58’ Berget 60’ Storflor |

| Arbitro: | Sandmoen |

|                                        |           |           |
| Bentley 46’, 77’ Brenne 70’ Kovács 73’ | Marcatori | 80’ Sørum |

| Arbitro: | Edvartsen (Hamar) |

|                                                               |           |             |
| Andreassen 3’ Nygaard 24’ Sørum 82’ Đurđić 90’ Steinsland 90’ | Marcatori | 14’ Saaliti |

| Arbitro: | Staberg |

|                           |           |  |
| Johansen 3’ Rushfeldt 82’ | Marcatori |  |

| Arbitro: | Hauge (Bergen) |

|                          |           |             |
| Aarøy 4’ (aut.) Pelu 17’ | Marcatori | 38’ Roberts |

| Arbitro: | Hafsås |

|                    |           |             |
| Nsaliwa 50’ (rig.) | Marcatori | 13’ Pozniak |

| Arbitro: | Sandmoen |

|                                      |           |  |
| Sørensen 5’ Sørum 87’ Steinsland 89’ | Marcatori |  |

| Oslo 2 maggio 2010, ore 18:00 9ª giornata | Stabæk          | 0 – 0 referto | Haugesund | Ullevaal Stadion (6.661 spett.)\| Arbitro: \| Helgerud (Lier) \| |
| Arbitro:                                  | Helgerud (Lier) |               |           |                                                                  |

| Arbitro: | Berntsen (Vang) |

|               |           |  |
| Bjarnason 44’ | Marcatori |  |

| Haugesund 9 maggio 2010, ore 18:00 11ª giornata | Haugesund    | 0 – 0 referto | Rosenborg | Haugesund Stadion (5.000 spett.)\| Arbitro: \| Hagen (Grue) \| |
| Arbitro:                                        | Hagen (Grue) |               |           |                                                                |

| Arbitro: | Hafsås |

|                             |           |            |
| Fall 11’ Skjerve 57’ (aut.) | Marcatori | 60’ Đurđić |

| Arbitro: | Sælen (Bergen) |

|                                  |           |  |
| Mæland 22’ (rig.) Andreassen 36’ | Marcatori |  |

| Arbitro: | Edvartsen (Hamar) |

|                                                                  |           |                         |
| Moh. Abdellaoue 21’ Fellah 29’ Berre 42’ dos Santos 51’ Muri 70’ | Marcatori | 55’ Mæland 79’ Sørensen |

| Arbitro: | Skjerven (Kaupanger) |

|                                               |           |                         |
| Sørensen 14’ Sørum 19’, 77’ Mæland 73’ (rig.) | Marcatori | 51’ Børufsen 90’ Fevang |

#### Girone di ritorno
| Arbitro: | Helgerud (Lier) |

|            |           |            |
| Mæland 45’ | Marcatori | 24’ Mjelde |

| Arbitro: | Hagen (Grue) |

|                           |           |           |
| Andersen 59’ Pedersen 62’ | Marcatori | 72’ Ørsal |

| Arbitro: | Berntsen (Vang) |

|                                            |           |  |
| Andreassen 5’, 45’ Sørensen 37’ Đurđić 45’ | Marcatori |  |

| Arbitro: | Sælen (Bergen) |

|                                          |           |                                    |
| Iversen 11’, 50’, 75’ Skjerve 22’ (aut.) | Marcatori | 16’ Đurđić 20’ Tronseth 32’ Nilsen |

| Arbitro: | Olsen (Kristiansand) |

|                             |           |  |
| Đurđić 69’ (rig.) Sørum 88’ | Marcatori |  |

| Arbitro: | Sandmoen |

|  |           |                |
|  | Marcatori | 65’ Steinsland |

| Haugesund 28 agosto 2010, ore 17:00 22ª giornata | Haugesund     | 0 – 0 referto | Tromsø | Haugesund Stadion (4.179 spett.)\| Arbitro: \| Øvrebø (Oslo) \| |
| Arbitro:                                         | Øvrebø (Oslo) |               |        |                                                                 |

| Arbitro: | Hagen (Grue) |

|  |           |                |
|  | Marcatori | 12’, 18’ Sørum |

| Arbitro: | Edvartsen (Hamar) |

|                              |           |                                   |
| Đurđić 45’, 47’ Tronseth 73’ | Marcatori | 38’ Sundgot 54’ Mouelhi 64’ Kippe |

| Arbitro: | Hauge (Bergen) |

|                          |           |            |
| Fredriksen 18’ Aarøy 19’ | Marcatori | 43’ Đurđić |

| Arbitro: | Johnsen |

|                                         |           |  |
| Steinsland 38’ Andreassen 45’ Sørum 48’ | Marcatori |  |

| Arbitro: | Hauge (Bergen) |

|                          |           |             |
| Andreassen 23’ Sørum 30’ | Marcatori | 9’ Pálmason |

| Arbitro: | Helgerud (Lier) |

|  |           |                   |
|  | Marcatori | 79’ (rig.) Đurđić |

| Arbitro: | Sandmoen |

|                   |           |                     |
| Đurđić 68’ (rig.) | Marcatori | 23’ Hoseth 55’ Fall |

| Arbitro: | Skjerven (Kaupanger) |

|                                   |           |                              |
| Hoff 23’ Børufsen 76’ Hulsker 79’ | Marcatori | 36’, 75’ Đurđić 42’ Sørensen |

### Coppa di Norvegia
| Arbitro: | Hansen |

|  |           |                                      |
|  | Marcatori | 41’, 42’ Đurđić 76’ Ørsal 90’ Djedje |

| Arbitro: | Tjelle |

|             |           |                      |
| Liestøl 27’ | Marcatori | 71’ Đurđić 78’ Sørum |

| Haugesund 9 giugno 2010, ore 18:00 Terzo turno                                                   | Haugesund | 6 – 1 referto | Bryne | Haugesund Stadion |
| \| \| \| \| \| Đurđić 7’, 58’ Sørum 9’ Sørensen 42’ Skjerve 49’, 89’ \| Marcatori \| 34’ Bala \| |           |               |       |                   |
|                                                                                                  |           |               |       |                   |
| Đurđić 7’, 58’ Sørum 9’ Sørensen 42’ Skjerve 49’, 89’                                            | Marcatori | 34’ Bala      |       |                   |

| Arbitro: | Staberg |

|                              |           |  |
| Rnkovic 9’ Pedersen 41’, 71’ | Marcatori |  |

## Statistiche

### Statistiche di squadra
| Competizione      | Punti | In casa | In casa | In casa | In casa | In casa | In casa | In trasferta | In trasferta | In trasferta | In trasferta | In trasferta | In trasferta | Totale | Totale | Totale | Totale | Totale | Totale | DR  |
| Competizione      | Punti | G       | V       | N       | P       | Gf      | Gs      | G            | V            | N            | P            | Gf           | Gs           | G      | V      | N      | P      | Gf     | Gs     | DR  |
| ----------------- | ----- | ------- | ------- | ------- | ------- | ------- | ------- | ------------ | ------------ | ------------ | ------------ | ------------ | ------------ | ------ | ------ | ------ | ------ | ------ | ------ | --- |
| Tippeligaen       | 45    | 15      | 9       | 5       | 1       | 34      | 13      | 15           | 3            | 4            | 8            | 17           | 26           | 30     | 12     | 9      | 9      | 51     | 39     | +12 |
| Coppa di Norvegia | -     | 1       | 1       | 0       | 0       | 6       | 1       | 3            | 2            | 0            | 1            | 6            | 4            | 4      | 3      | 0      | 1      | 12     | 5      | +7  |
| Totale            | -     | 15      | 10      | 4       | 1       | 29      | 11      | 16           | 8            | 3            | 5            | 32           | 29           | 31     | 18     | 7      | 6      | 61     | 40     | +21 |

### Statistiche giocatori
| -             |
| T. Andreassen |
| 27            |
| 6             |
| 6             |
| 0             |
| 3             |
| 0             |
| 0             |
| 0             |
| 30            |
| 6             |
| 6             |
| 0             |
| -             |
| E. Anglevik   |
| 0             |
| 0             |
| 0             |